# بارهنگ فرانسوی
بارهنگ فرانسوی (نام علمی: Plantago bellardii All. subsp. deflexa) یکی از گونه‌های سرده بارهنگ است.